# Vụ án Cá
"Vụ án cá" (tiếng Nga: Рыбное дело), còn được biết đến như là vụ án Bộ Thủy sản Liên Xô (tiếng Nga: дело по Министерству рыбного хозяйства СССР), là tên gọi chung cho một loạt các vụ án hình sự liên quan đến tham nhũng và lạm dụng quyền lực trong Bộ Thủy sản Liên bang Xô Viết vào cuối những năm 1970. Vụ án này đã trở thành một trong những vụ bê bối tham nhũng lớn nhất tại Liên Xô.
Trong quá trình điều tra, nhiều trường hợp hối lộ, tham ô và làm giàu bất hợp pháp bởi các quan chức cấp cao trong bộ đã bị phanh phui, cũng như mối liên hệ của họ với các băng nhóm tội phạm. Vụ án đã dẫn đến việc bắt giữ và kết án một số lãnh đạo và nhân viên của bộ, bao gồm cả cựu Bộ trưởng Bộ Thủy sản Liên Xô, Alexander Ishkov, cùng các quan chức cao cấp khác.
"Vụ án cá" đã trở thành một biểu tượng trong cuộc chiến chống tham nhũng ở Liên Xô vào cuối thời kỳ này, và hậu quả vụ án đã ảnh hưởng đến việc thay đổi chính sách nhà nước đối với việc kiểm soát và giám sát hoạt động kinh tế.

## Lịch sử
Lịch sử "Vụ án cá" bắt đầu vào năm 1976, khi các cửa hàng chuyên doanh cá mang tên "Okean" (Океан) được mở ra trên khắp Liên bang Xô Viết. Những cửa hàng này nhanh chóng trở nên phổ biến với người dân, nhờ cung cấp đa dạng các sản phẩm cá. Tuy nhiên, đằng sau sự thành công bề ngoài của doanh nghiệp này là những vụ tham ô và lạm dụng quy mô lớn, mà nhân viên Bộ Thủy sản Liên Xô đã tham gia.

### Sơ đồ gian lận
Sơ đồ gian lận chính nằm ở việc khi đánh bắt cá, người ta cố tình để dư 2–3 kg trọng lượng trong mỗi thùng, nhưng số cá này không được ghi nhận chính thức. Những hàng trăm, thậm chí hàng ngàn kilôgam sản phẩm không được kiểm kê này đã được bán ngoài luồng, và số tiền thu được rơi vào túi của các tội phạm. Mạng lưới tham nhũng bao gồm nhiều người ở các cấp quản lý khác nhau, bao gồm cả các quan chức cấp cao.

### Điều tra và bắt giữ
Cuộc điều tra vụ án bắt đầu vào năm 1979. Điều tra viên đặc biệt quan trọng thuộc Viện Kiểm sát Liên Xô, Vladimir Korolevsky, được bổ nhiệm vào nhóm điều tra tội phạm tham nhũng trong Bộ Thủy sản Liên Xô.
Trong quá trình điều tra, các nhân viên KGB đã chú ý đến hoạt động của Yefim Borisovich Feldman, giám đốc điều hành Công ty Thương mại và Sản xuất "Okean", và Vladimir Fishman, giám đốc một trong những cửa hàng "Okean". Hai người này đã lợi dụng chức vụ của mình để vận chuyển trái phép số tiền lớn ra nước ngoài, đổi chúng thành ngoại tệ và buôn lậu ngoại tệ sang phương Tây. Sau khi bị bắt, họ đã khai nhận và tiết lộ quy mô mạng lưới tham nhũng này.
Trong số những người nhận hối lộ có Yuri Rogov, lãnh đạo "Soyuzrybpromsbyt" (Liên minh sản xuất và phân phối thủy sản), người đã bị triệu tập đến phòng điều tra KGB và thừa nhận việc nhận hối lộ. Tuy nhiên, sau đó Rogov tuyên bố rằng lời thú nhận của ông đã bị ép buộc và ông đã nộp đơn khiếu nại. Sau đó, ông đã bị bắt giữ.
Sau khi Feldman, Fishman và Rogov bị bắt, vụ án tiếp tục phát triển. Cuộc điều tra được chuyển giao cho Viện Kiểm sát Liên Xô, nơi mà nó tiếp tục dưới sự lãnh đạo của điều tra viên quan trọng Kezhoyan Andrei Khorenovich, người đã bắt giữ Thứ trưởng Bộ Thủy sản Liên Xô, Vladimir Rytov. Tuy nhiên, sau cái chết của Kezhoyan vào cuối năm 1979, cuộc điều tra đã được chuyển cho Sergey Mikhailovich Gromov và các điều tra viên khác.
Cuộc điều tra đã phát hiện ra một mạng lưới tội phạm lớn liên quan đến buôn lậu trứng cá muối đen. Thứ trưởng Bộ Thủy sản Liên Xô Vladimir Rytov cuối cùng đã bị kết án tử hình và bị xử bắn.

### Hậu quả và các cuộc điều tra tiếp theo
Cuộc điều tra "Vụ án cá" đã dẫn đến việc phát hiện các tội phạm khác liên quan, như vụ án Sochi-Krasnodar, bao gồm việc bắt giữ các quan chức cấp cao, trong đó có Bí thư thứ nhất Đảng ủy thành phố Sochi, Vyacheslav Voronkov.
"Vụ án cá" trở thành một trong những chiến dịch chống tham nhũng lớn nhất trong lịch sử Liên Xô và đã có tác động đáng kể đến chính sách của nhà nước trong việc đấu tranh chống tham nhũng và kiểm soát hoạt động kinh tế.

## Trong văn hóa
"Vụ án cá" đã được nhắc đến trong một số tác phẩm điện ảnh và truyền hình của Nga:
1. Phim truyền hình "Красная площадь" (Quảng trường Đỏ) - Nga, 2004: Bộ phim này có đề cập đến vụ án "Rybnoe Delo" trong bối cảnh các sự kiện lịch sử và chính trị tại Liên Xô.
2. Phim tài liệu "Золотая рыбка. Дело „Океан"" (Cá vàng. Vụ án "Okean") - Nga, 2009: Bộ phim tài liệu này đi sâu vào phân tích "Vụ án cá", với cái nhìn cận cảnh về các chi tiết và hậu quả của vụ tham nhũng lớn này.
3. Phim truyền hình "Казнокрады" (Những kẻ biển thủ), phim số 5 "Операция Океан" (Chiến dịch Okean) - Nga, 2011: Tập phim này trong loạt phim "Kaznokrady" tập trung vào chiến dịch điều tra vụ án liên quan đến mạng lưới tham nhũng trong ngành thủy sản.
4. Phim truyền hình "Икра" (Trứng cá muối) - Nga, 2018: Bộ phim này cũng lấy cảm hứng từ các sự kiện xoay quanh "Vụ án cá", tập trung vào những âm mưu và tham nhũng trong ngành công nghiệp cá và trứng cá muối.
5. Phim truyền hình "Неподкупный" (Người không thể mua chuộc) - Nga, 2015: Bộ phim này kể về cuộc đấu tranh chống tham nhũng ở Liên Xô, trong đó "Vụ án cá" được tái hiện như một phần của cốt truyện.

## Liên kết tham khảo
- Vụ án nhận hối lộ trong "Okean"
- Rybka bolshaya i malen'kaya // Rossiyskaya gazeta. — 2004. — 4 июня.
- "Rybnoe delo": Samyy gromkiy korruptsionnyy skandal v Sovetskom Soyuze // Diletant (zhurnal).
- "Rybnoe delo" // aferizm.ru